# قره‌محمودلو
قره‌محمودلو (به لاتین: Qaramahmudlu) یک منطقه مسکونی در جمهوری آذربایجان است که در شهرستان کردامیر واقع شده است. قره‌محمودلو ۴۸۹ نفر جمعیت دارد.